# Kellie Suttle
Kellie Suttle (ur. 9 marca 1973 w St. Peters, w stanie Missouri) – amerykańska lekkoatletka, specjalizująca się w skoku o tyczce.

## Osiągnięcia
- 7. lokata na mistrzostwach świata (Sewilla 1999)
- srebrny medal igrzysk panamerykańskich (Winnipeg 1999)
- srebro halowych mistrzostw świata (Lizbona 2001)
- 3. miejsce podczas Finału Grand Prix IAAF (Melbourne 2001)

Suttle dwukrotnie reprezentowała USA w igrzyskach olimpijskich. W 2000 zajęła 11. miejsce, a w 2004 odpadła w eliminacjach.

## Rekordy życiowe
- skok o tyczce – 4,67 (2004)
- skok o tyczce (hala) – 4,58 (2004)